# Parafia św. Józefa w Gdyni
Parafia pw. Świętego Józefa w Gdyni – parafia rzymskokatolicka usytuowana w dzielnicy Leszczynki w Gdyni. Należy do dekanatu Gdynia-Chylonia, który należy z kolei do archidiecezji gdańskiej.
Obecnym proboszczem parafii jest ks. Antoni Nerek.

## Historia
- 12 grudnia 1951 - ustanowienie parafii